# Igreja e Mosteiro de Nossa Senhora do Monte Serrat
A Igreja e Mosteiro de Nossa Senhora do Monte Serrat são edifícios católicos apostólicos romanos do século XVI localizados em Salvador, município do estado brasileiro da Bahia. Tanto a igreja quanto o mosteiro são dedicados à Nossa Senhora de Monte Serrat e pertencem ao Mosteiro de São Bento da Bahia. Estão localizados a 200 metros do Forte de Nossa Senhora de Monte Serrat, sobre uma rocha na Península de Itapagipe. A data de construção da estrutura é contestada; data do século XVI e sofreu inúmeras alterações. A igreja foi construída pelos espanhóis ou pelo grupo que construiu a Casa da Torre Garcia d'Ávila. Seu estilo, juntamente com o de inúmeras capelas rurais da Bahia, é atribuído ao arquiteto italiano Baccio da Filicaia (1565-1628). O interior da igreja foi outrora revestido inteiramente de azulejos do século XVI; agora resta apenas uma única tira dos ladrilhos. A igreja foi tombada como uma estrutura histórica pelo Instituto do Patrimônio Histórico e Artístico Nacional em 1958. Ela e a Capela de Nossa Senhora da Escada são as únicas capelas remanescentes do século XVI em Salvador.
Estão localizados no ponto mais ocidental da Península de Itapagipe, chamado Monte Serrat. A igreja e o convento ficam a 100 metros abaixo do forte. A capela é cercada por água nos três lados e acessada por uma estrada estreita.

## História

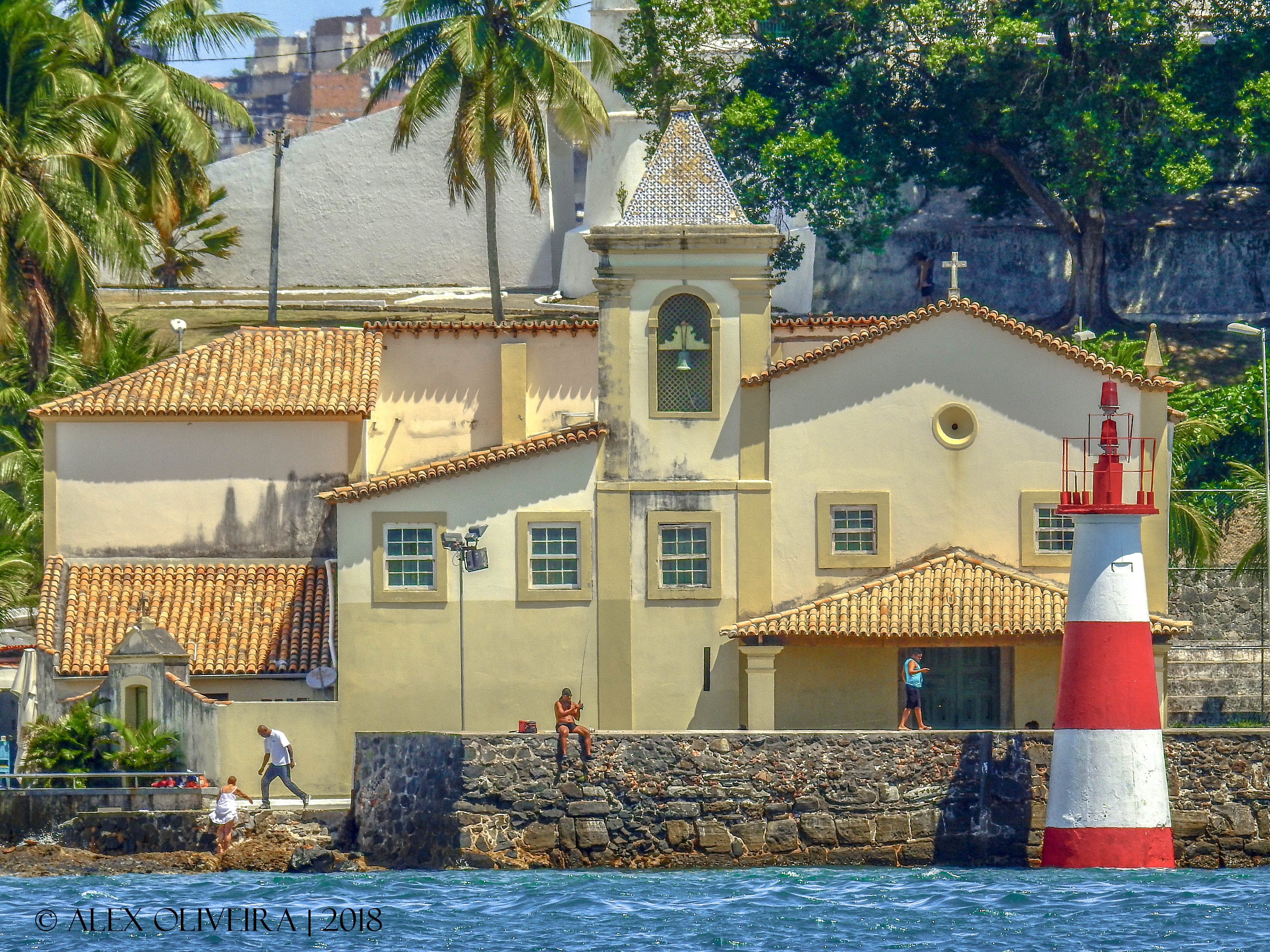
Farol e igreja visto da baía de Todos-os-Santos

O Forte e a Igreja de Nossa Senhora de Monte Serrat ficam em uma localização estratégica ao norte do Centro Histórico de Salvador, com vista para a Baía de Todos-os-Santos. O local, originalmente chamado Traripe, era protegido por terra pela pequena linha de colinas da Península de Itapagipe. Além disso, sua pequena enseada tem águas mais calmas que a Baía de Todos os Santos. A Península de Itapagipe também possuía várias cachoeiras que forneciam água fresca e morros ricos em madeira. De acordo com registros no arquivo da Igreja e Mosteiro de São Bento, Tomé de Sousa (1503-1579), o primeiro governador-geral do Brasil, doou terras para os beneditinos perto de Forte Monte Serrat para construir uma capela. Uma fonte datada de 1722 afirma que o Santuário de Nossa Senhora de Monte Serrat foi fundado por padres espanhóis sob as ordens de Garcia Dias de Ávila, filho de Tomé de Sousa; esses padres dedicaram a capela a Nossa Senhora de Monserrate, a padroeira da Catalunha.
Em 1938, foram tombados como uma estrutura histórica pelo Instituto do Patrimônio Histórico e Artístico Nacional. Tanto a estrutura quanto seu conteúdo foram incluídos na diretiva IPHAN sob a inscrição número 79.

## Arquitetura

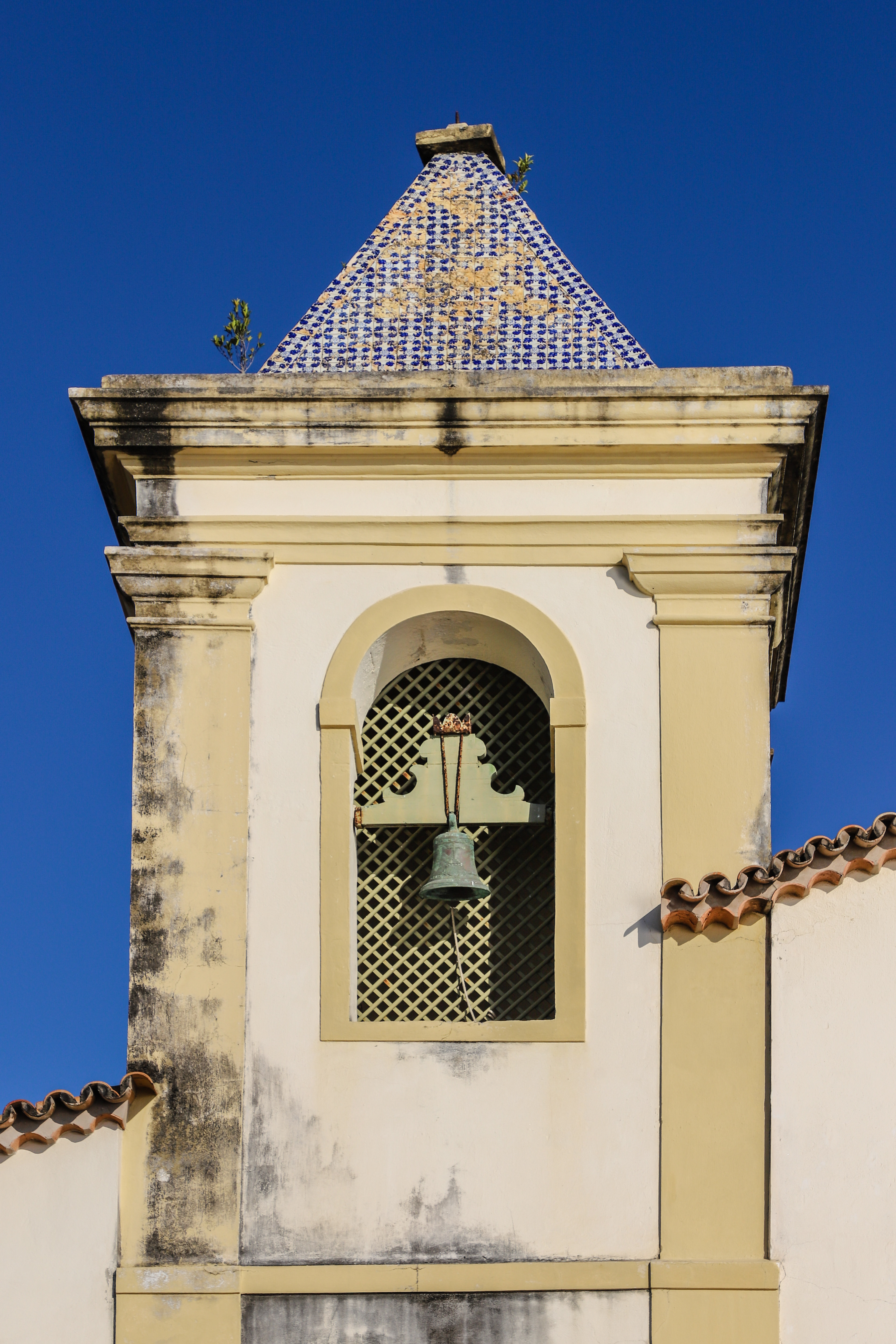
Topo piramidal revestido de azulejos

A edificação do mosteiro é composta de dois pavimentos, com dimensões pequenas e é um anexo ao lado da igreja. Em seu pavimento térreo estão localizados a cozinha, o refeitório e um salão.
A planta da igreja já apresenta uma transição do modelo nave com justaposição de sacristia e consistório à capela-mor. Em sua fachada destaca-se a sua torre que possui ao topo a forma piramidal que está revestida em azulejos. Em seu interior, encontra-se um pequeno coro, púlpito e o altar-mor barroco.
Este altar-mor pertenceu originalmente à primitiva igreja de São Bento e foi incorporado na igreja de Nossa Senhora de Monte Serrat por volta do século XVIII, quando a Igreja de São Bento foi reformada e receberia um novo altar. Seu retábulo de madeira possui talhes característicos da segunda metade do século XVIII, com arremates conhecidos como "dossel piriforme". Ao centro encontra-se a imagem de Nossa Senhora de Monte Serrat e dois nichos laterais, um de cada lado, com a imagem de São Bernardo e São Bento.
Também era decorada internamente por azulejos portugueses do século XVII, porém restou somente uma pequena faixa desta decoração.